# Александър Верешчагин
Александър Василевич Верешчагин (на руски: Александр Васильевич Верещагин) е руски офицер, генерал-лейтенант. Участник в Руско-турската война (1877 – 1878).

## Биография
Александър Верешчагин е роден на 10 май 1850 г. в Пьортовка, Новгородска губерния, в семейството на потомствен дворянин. Завършва Вологодската класическа гимназия и се посвещава на военното поприще. Завършва Николаевското кавалерийско училище. Произведен е в първо офицерско звание корнет с назначение в 9-и Изюмски улански полк (1873). Излиза в оставка по семейни причини през 1874 г.
Връща се в армията за участие в Руско-турската война (1877 – 1878) с повишение във военно звание поручик. Назначен е за сотник във Владикавказкия конен полк. Проявява се при превземането на Севлиево. Бие се храбро при превземането на Ловеч на 5 юли и 22 август 1877 г. Ранен е при третата атака на Плевен. Награден е със златно оръжие „За храброст“ (1877).
След войната е офицер в Българската земска войска.
Завръща се в Русия и участва в Ахалтекинската експедиция (1881). Излиза в оставка с повишение във военно звание полковник и за кратко живее в Париж. Завръща се в Русия и работи като оценител в Дворянската земска банка (1893).
Отново се завръща в армията с назначение за щабен офицер за поръчения при министъра на войната (1894). Командирован е в разпореждане на Приамурския губернатор генерала от пехотата Николай Гродеков по време на Боксерското въстание в Китай от 1899 – 1901 г.
Неговият дебют в периодичния печат е разказът „Ловешкият бой на 22 август 1877 г.“. Автор е шест книги с автобиографичен характер, на спомени, разкази и пътеписи. Сред тях са които „Вкъщи и на война 1853 – 1881. Спомени и разкази“ и „Нови разкази 1855 – 1895“. Описва личното си участие и впечатления от Руско-турската война от 1877 – 1878 г.
Самоубива се на 28 януари 1909 г. в Санкт Петербург.
Родство: братя Василий Верешчагин и Сергей Верешчагин.